# Митлиуриб
Митлиуриб (авар. Микьигьориб) — село в Шамильском районе Дагестана. Входит в состав Тогохского сельсовета.

## Географическое положение
Село расположено на расстоянии 11 км к востоку от села Хебда, административного центра района.

## Население
| 1926 | 1939 | 1970 | 1989 | 2002 | 2010 | 2021 |
| ---- | ---- | ---- | ---- | ---- | ---- | ---- |
| 438  | ↘186 | ↘178 | ↗391 | ↗546 | ↗689 | ↗692 |